# Cembalea affinis
Cembalea affinis là một loài nhện trong họ Salticidae.
Loài này thuộc chi Cembalea. Cembalea affinis được Rollard & Wanda Wesołowska miêu tả năm 2002.